# Solenzo
Solenzo is een Burkinese stad en is de hoofdstad van de provincie Banwa. Solenzo telt ongeveer 9.800 inwoners.